# Callipogon lemoinei
Callipogon lemoinei är en skalbaggsart som beskrevs av Reiche 1840. Callipogon lemoinei ingår i släktet Callipogon och familjen långhorningar.
Artens utbredningsområde är:
- Honduras.
- Panama.
- Venezuela.

Inga underarter finns listade.

## Bildgalleri

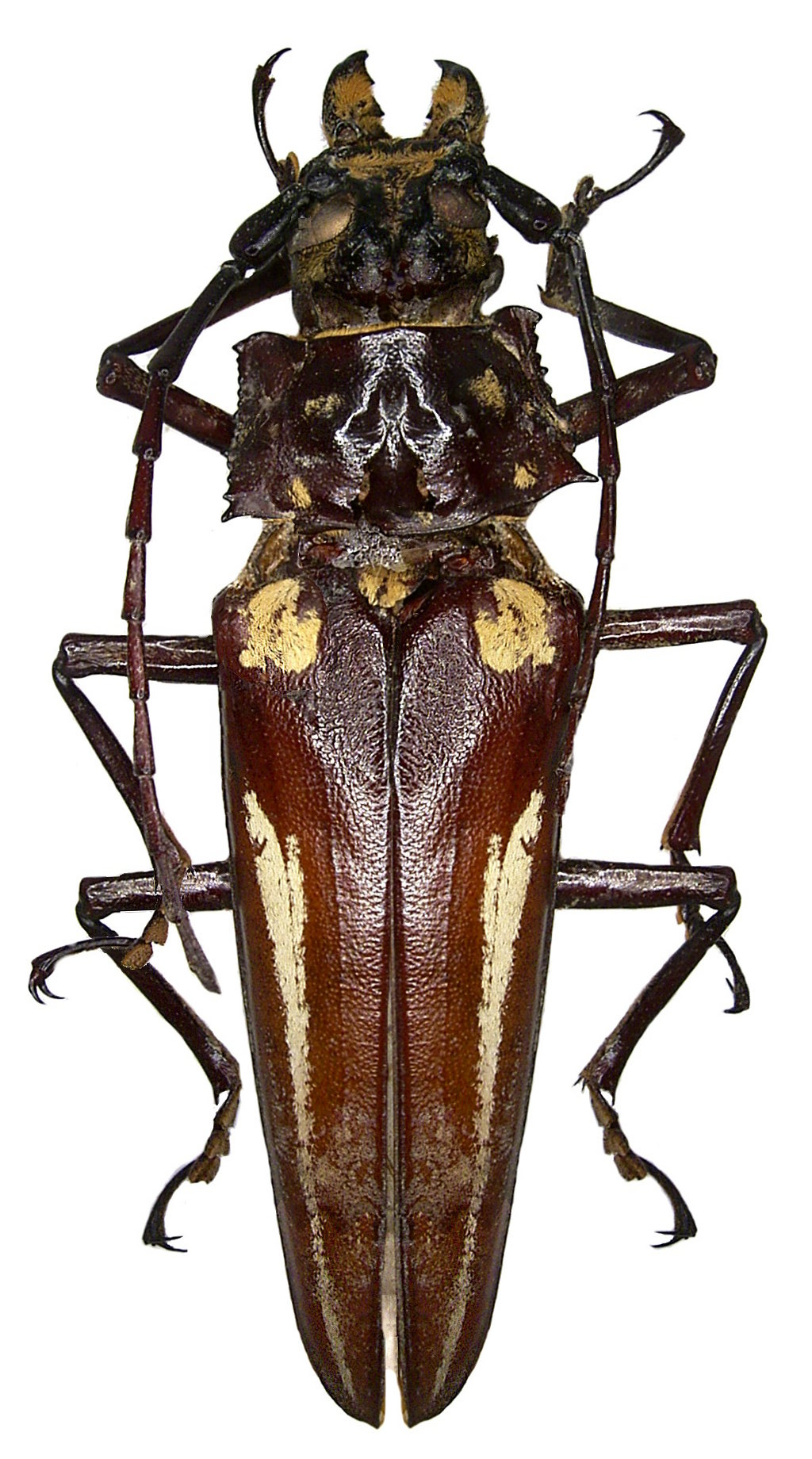
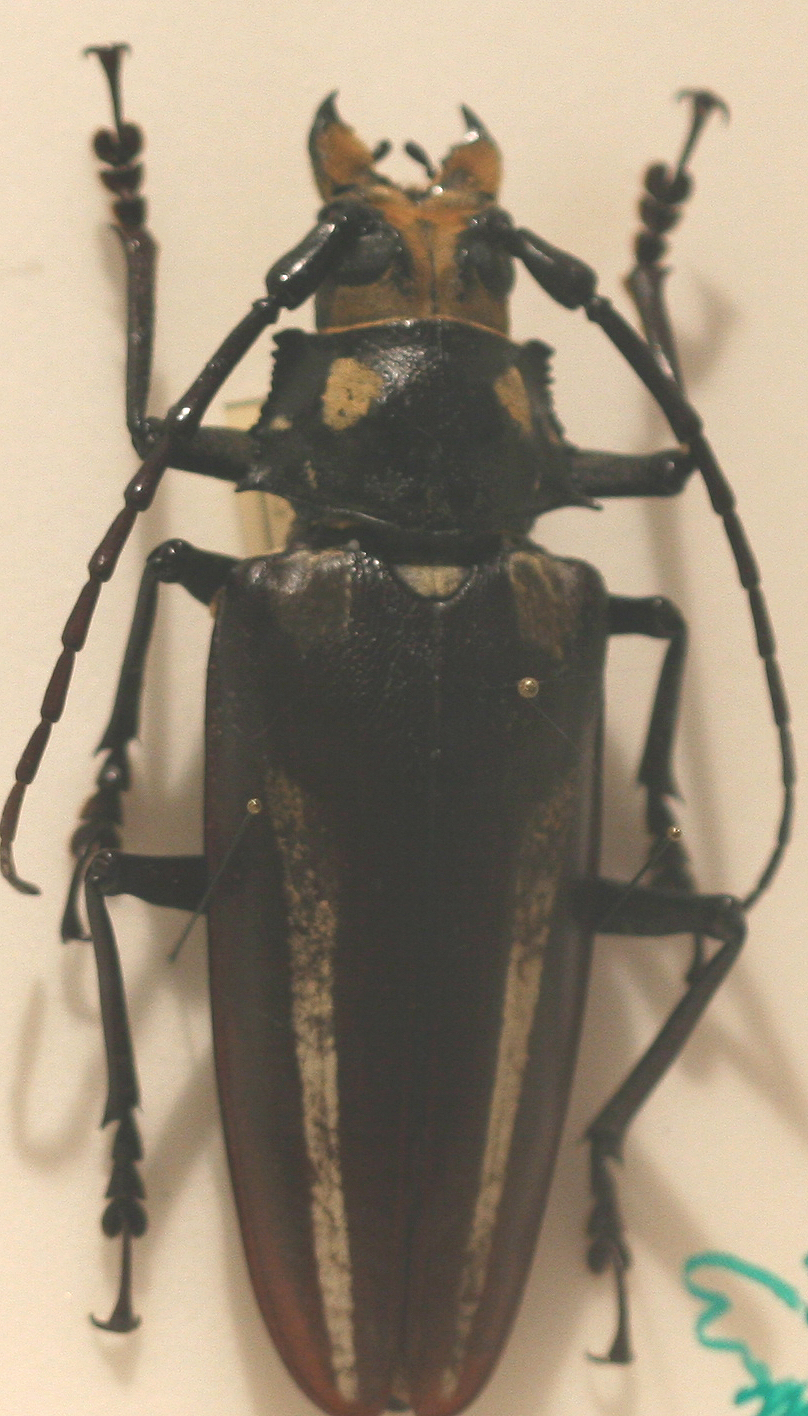